# Ḫarba-Šipak
Ḫarba-Šipak ist nach der Königsliste A der 7. Herrscher der Kassitendynastie von Babylon.
Es existieren keine Schriftzeugnisse zur Regierung dieses Königs. Er wird gewöhnlich um 1600 v. Chr. angesetzt. Cassin nimmt an, dass er, wie sein Nachfolger Tiptakzi, ein Bruder (ŠEŠ) von Urzigurumaš war und Regent für dessen Sohn Agum-kakrime.

## Lesung
Die genaue Lesung seines Namens ist unklar, auch Ḫarba-šeš war möglich. Boese will den Namen nach Funden von Tell Muhammad (Schichten II und III) dagegen als Ḫurbazum lesen, den seines Nachfolgers als Šiptaʾulzi.